# Новый Кыйлуд
Новый Кыйлуд — деревня в Увинском районе Удмуртии, входит в Кыйлудское сельское поселение. Находится в 23 км к юго-востоку от посёлка Ува и в 43 км к западу от Ижевска.